# Castillo de Glenarm
El Castillo de Glenarm es un castillo situado en Glenarm, en el condado de Antrim, en Irlanda del Norte (Reino Unido). Es la residencia ancestral de los condes de Antrim.

## Historia
Ha habido un castillo en Glenarm desde el siglo XIII y éste es el corazón de una de las propiedades más antiguas de Irlanda del Norte.
John Bisset, expulsado de Escocia en 1242 por haber matado un rival durante un torneo, prometió ir a Tierra Santa como peregrinaje, pero en lugar de esto adquirió tierras en Irlanda, entre Larne y Ballycastle, a Hugo de Lacy, conde de Úlster. Bisset hizo de Glenarm su capital y sobre el año 1260 había construido un castillo en el centro de donde se encuentra la población actual, con un huerto, un huerto y un molino, además de bosques y prados. El antiguo juzgado de la población todavía conserva algunas de sus paredes; de hecho, en la década de 1970 se encontró el esqueleto de una persona que había sido emparedada.
En 1495, Con O'Donnell de Tirconnell marchó hacia "MacEoin of the Glens" (como se llamaba al jefe de Bisset), "porque le habían dicho que MacEoin tenía la mejor esposa, corcel y perro de caza de su vecindario". O'Donnell había enviado mensajeros a buscar el corcel pero se lo negaron, por lo que no se demoró, pero superando las dificultades de cada paso llegó por la noche a la casa de MacEoin sin avisar de sus designios. Capturó a MacEoin y se hizo dueño de su esposa, de su corcel y de su perro. El último MacEoin Bisset murió luchando contra los O'Donnell en 1522. Sus tierras pasaron a manos de los MacDonnells, los antiguos socios de los Bissets, quienes ocuparon el antiguo castillo de Glenarm.
El actual castillo fue construido por sir Randall MacDonnell, 1er conde de Antrim en 1636. Es propiedad de Alexander McDonnell, 9.º conde de Antrim y está ocupado por su hijo Randal Alexander St John McDonnell, vizconde de Dunluce, y por su esposa Aurora.

## Eventos
El jardín amurallado del castillo está abierto al público entre mayo y septiembre y alberga numerosos eventos. En julio de cada año, el recinto es sede de unos Juegos de las Tierras Altas de talla mundial.
El Festival Dalriada también se celebra en el castillo de Glenarm y en el pueblo cercan. Incluye actividades deportivas, música y gastronomía, pues se degusta comida de toda Escocia e Irlanda.
El castillo alberga, igualmente, eventos culturales tradicionales escoceses del Ulster. Como parte del Festival Dalriada, el Castillo de Glenarm ha comenzado a albergar grandes conciertos al aire libre. Desde 2012, ha acogido a artistas como General Fiasco, The Priests, Duke Special, Ronan Keating, Sharon Corr, Brian Houston, David Phelps y similares.
Summer Madness, el mayor festival cristiano más grande de Irlanda, se mudó de su sede anual en el Kings Hall de Belfast, al Castillo de Glenarm en 2012. Se cree que este festival regresará a Glenarm anualmente en el futuro previsible.
Por último, el castillo de Glenarm se utilizó como Una de las principales localizaciones de la película Cinco minutos de gloria.